# Jean Harlow
Jean Harlow, pseudonimo di Harlean Carpenter (Kansas City, 3 marzo 1911 – Los Angeles, 7 giugno 1937), è stata un'attrice statunitense.
Ironica e seducente, è stata la sex symbol per eccellenza del cinema statunitense degli anni trenta.
Nel 1999, l'American Film Institute ha inserito la Harlow al ventiduesimo posto tra le più grandi star della storia del cinema.

## Biografia
Figlia di un dentista, Mont Clair Carpenter (1877–1974), e di una aspirante attrice, Jean Poe Harlow (1891–1958, la quale era figlia di Skip Harlow, ricco immobiliarista,  e divorziò dal marito quando la figlia aveva appena dieci anni), la giovane Harlean Carpenter venne spinta dalla madre a debuttare sullo schermo. Il primo passo fu quello di cambiare il suo nome con quello della madre, che era registrata all'anagrafe come Jean Harlow. A soli diciotto anni si fece notare come comprimaria in film di discreto livello e nel 1929 fu partner di Stanlio e Ollio in alcune loro comiche.
Nonostante il suo desiderio di farsi una famiglia, la Harlow venne travolta ben presto dal successo cinematografico. Nel 1931, infatti, il produttore e aviatore milionario Howard Hughes la scritturò come protagonista della versione sonora del suo colossale film d'avventura Gli angeli dell'inferno (1931), in cui la bionda attrice si mise in luce per la sua bellezza solare e intrigante e per la sua seducente disinvoltura. Alla prima del film, la battuta con cui la giovane Harlow si rivolgeva ad un aviatore, annunciando di andare a mettersi "qualcosa di comodo", sembrò quanto di più audace gli spettatori del nuovo cinema sonoro potessero udire.
In seguito l'attrice lavorò per i più importanti studios di Hollywood, dalla Warner Bros., che la affiancò a James Cagney nel gangster-movie Nemico pubblico (1931), alla Columbia, per cui interpretò La donna di platino (1932), di Frank Capra, in cui il soprannome, dovuto al colore dei capelli, divenne sinonimo della Harlow.

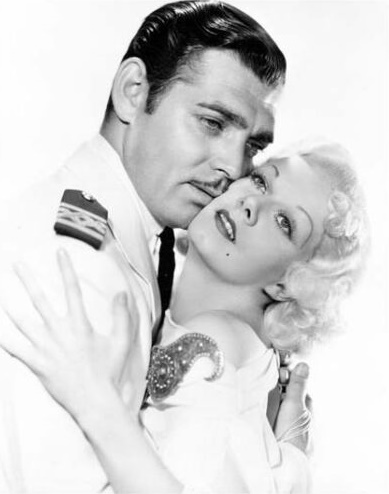
Jean Harlow e Clark Gable nel film Sui mari della Cina (1935)

Il pubblico fu conquistato dalla notevole quanto involontaria carica erotica che l'attrice emanava con una sorprendente ingenuità, e iniziò 
a imitare lo "stile Harlow": molte donne americane si ossigenarono i capelli (la Harlow, bionda naturale, si affidava ad una parrucchiera solo per ottenere la tonalità "platino"), mentre i produttori di scarpe con il tacco alto e di pellicce fecero affari d'oro grazie alle fotografie in cui l'attrice appariva vestita da sera. Nella vita privata e sul set, inoltre, rifiutava categoricamente di indossare il reggiseno: il suo fisico atletico (la Harlow praticava numerosi sport, non fumava, né abusava di alcolici) era valorizzato dagli abiti eleganti, molti dei quali in lamé, confezionati su misura. Negli anni trenta, accettò di farsi ritrarre nuda.
Nel 1932 venne scritturata dalla Metro-Goldwyn-Mayer, e lo stesso anno ne sposò uno dei più importanti produttori, Paul Bern, di ventidue anni più anziano di lei, che morì appena due mesi dopo le nozze, ucciso da un colpo di pistola alla nuca: la causa più probabile della morte è il suicidio. Bern, che pare fosse ossessionato dalla sua inadeguatezza fisica che gli rendeva difficile avere rapporti sessuali, lasciò alla moglie un biglietto d'addio che si chiudeva con la frase tu sai che ieri è stata solo una commedia. La potenza degli Studios arginò lo scandalo, ma la stampa versò fiumi d'inchiostro, carichi dei più sordidi dettagli, sul loro matrimonio. Pur toccata profondamente dalla morte del marito, la Harlow si gettò nel lavoro, recitando in una dozzina di film per la MGM, nei quali dimostrò di poter interpretare ruoli molto più complessi dei precedenti.
Il primo film con la MGM fu Lo schiaffo (1932), di Victor Fleming, accanto a Clark Gable. Seguirono altri successi come Red-Headed Woman (1932) di Jack Conway, Pranzo alle otto (1933) di George Cukor, Sui mari della Cina (1935) di Tay Garnett, Riffraff (1936) di Robert Z. Leonard e La donna del giorno (1936) di Jack Conway.

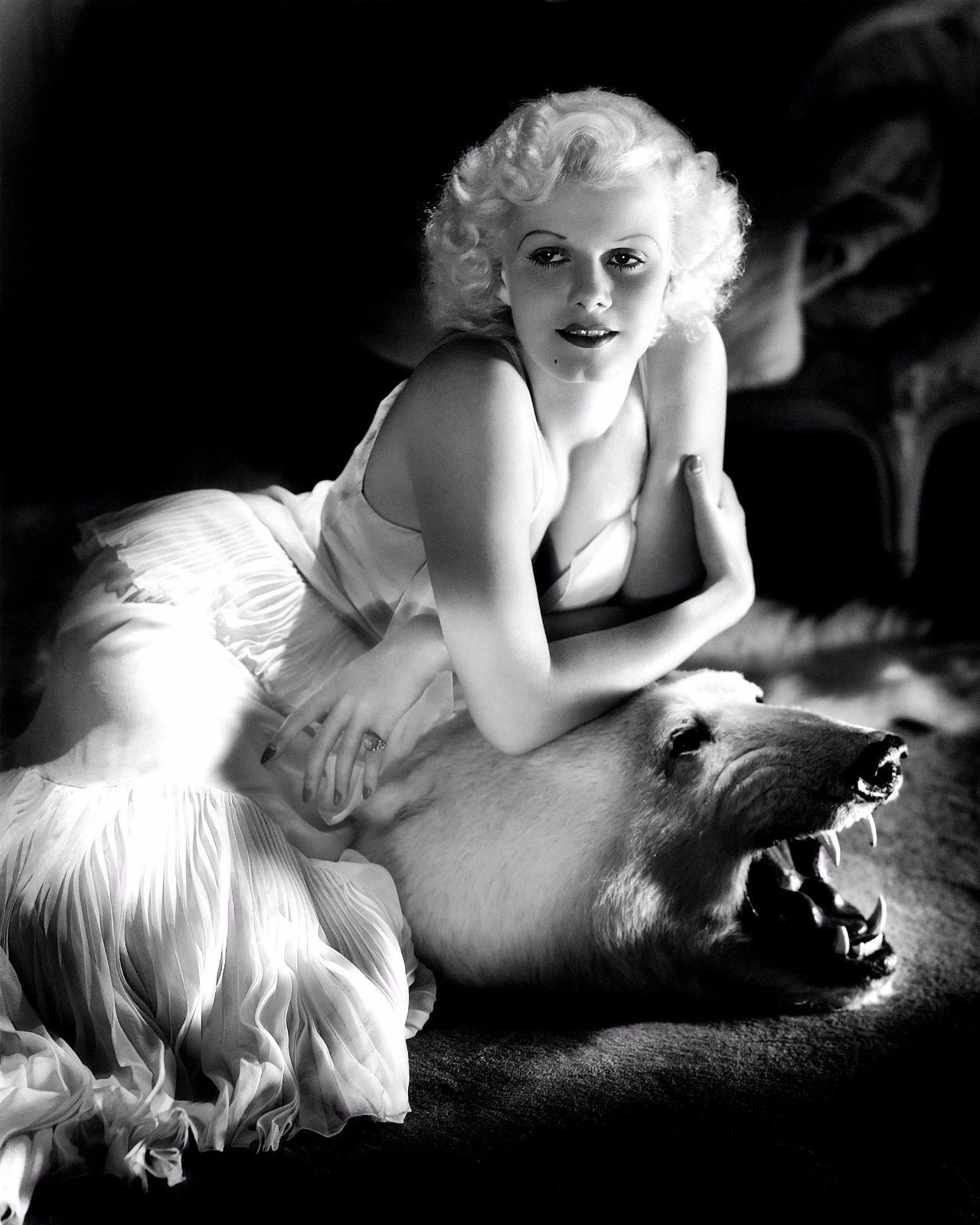
Jean Harlow negli anni trenta

Alla metà degli anni trenta, al contrario di quella professionale, la sua storia personale attraversò momenti poco felici: sua madre e il suo secondo marito, l'italoamericano Marino Bello, che era in rapporti con la malavita, vivevano dei proventi della sua carriera e ne organizzavano minuziosamente la vita privata. Una condizione su cui la stessa Harlow riuscì a ironizzare, interpretando il ruolo di protagonista di Argento vivo (1933), diretto da Victor Fleming e incentrato sulle vicende di una star che vive in una prigione dorata, assediata da parenti parassiti. Nel 1934 l'attrice si era nel frattempo risposata con il direttore della fotografia Harold Rosson. L'unione durò meno di un anno, e la Harlow tornò a vivere con la madre ed il patrigno.

### La prematura scomparsa

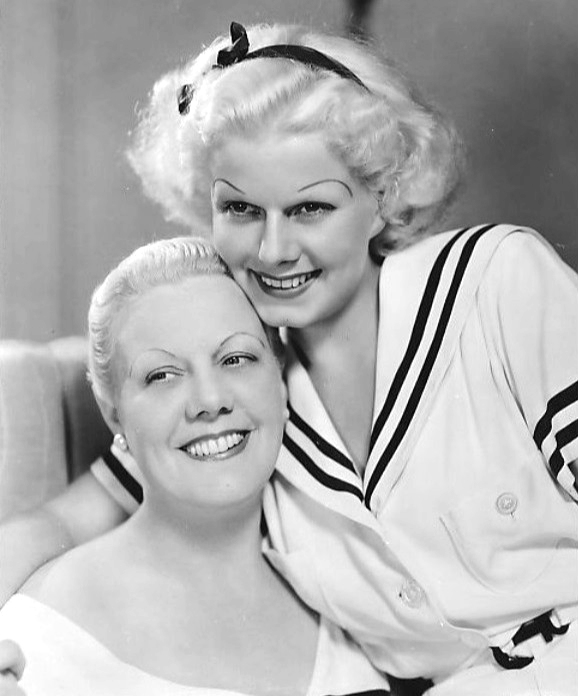
Jean Harlow con la madre nel 1934

Nell'ultimo periodo della sua vita fu legata all'attore William Powell, con cui sembrava aver trovato una stabilità sentimentale. Ma durante le riprese di Saratoga (1937) di Jack Conway, Jean Harlow si sentì male. Ritiratasi a casa della madre, non venne concesso di vederla a nessuno di coloro che si recavano a visitarla, incluso Powell. Dopo un mese senza che nulla fosse trapelato sulle condizioni di salute dell'attrice, si presentarono Clark Gable, William Powell ed un dirigente della casa di produzione, accompagnati da un ufficiale di polizia.
Trasportata in ospedale, la Harlow entrò in coma e morì alcuni giorni dopo, senza mai riprendere conoscenza, al Good Samaritan Hospital, il 7 giugno 1937 a soli 26 anni. La causa ufficiale della morte fu nefrite acuta. Qualcuno avanzò il dubbio che l'infezione ai reni fosse conseguenza delle violente percosse inflitte dal marito Paul Bern. Si disse anche che la madre della diva, seguace della chiesa scientista, avesse impedito che la figlia ricevesse tempestive e adeguate cure mediche. Nella camera ardente dell'attrice, spiccavano i fiori inviati da Powell, accompagnati da un biglietto su cui era scritto semplicemente Buonanotte tesoro.
“Brava e sfortunata”, disse Clark Gable durante le esequie, “e non soltanto per quella sua atroce fine: la vita, con il successo, le aveva imposto prove difficilissime da superare, esperienze dure e scottanti. Una ‘bambola’, la nostra carissima Jean? Io, in lei, ho visto solo una donna, una gran donna”. Fu imbalsamata e inumata all'interno di una cappella acquistata da Powell nel Forest Lawn Memorial Park di Glendale, a Los Angeles. Sulla lapide in marmo, per volontà della madre, non furono incisi il suo nome e le date di nascita e morte, ma solo due parole: "Our Baby" (La nostra bambina).
Il film in cui stava recitando, Saratoga, venne terminato da Mary Dees, una controfigura inquadrata di spalle, mentre l'attrice Paula Winslow imitò la voce squillante della Harlow nel doppiaggio.
Le testimonianze a suo riguardo la descrivono come una ragazza generosa, tenera, gioiosa, genuina, fragile, dotata di una naturale sensualità. Spentasi a soli ventisei anni e all'apice del successo, viene solitamente considerata un'antesignana di Marilyn Monroe.

## Filmografia
- Honor Bound, regia di Alfred E. Green (1928)
- Moran of the Marines, regia di Frank R. Strayer (1928)
- Chasing Husbands, regia di James Parrott (1928)
- Libertà (Liberty), regia di Leo McCarey (1929)
- Fugitives, regia di William Beaudine (1929)
- Gambette indiavolate (Why Be Good?), regia di William A. Seiter (1929)
- Why Is a Plumber?, regia di Leo McCarey (1929)
- Close Harmony, regia di John Cromwell e A. Edward Sutherland - non accreditata (1929)
- The Unkissed Man, regia di Leo McCarey - non accreditata (1929)
- Agli ordini di sua altezza (Double Whoopee), regia di Lewis R. Foster (1929)
- Thundering Toupees, regia di Robert F. McGowan (1929)
- Squadra sequestri (Bacon Grabbers), regia di Lewis R. Foster (1929)
- Lui, lei, l'altra (The Saturday Night Kid), regia di A. Edward Sutherland (1929)
- Il principe consorte (The Love Parade), regia di Ernst Lubitsch - non accreditata (1929)
- This Thing Called Love, regia di Paul L. Stein - non accreditata (1929)
- Weak But Willing, regia di William Watson - non accreditata (1929)
- Notti di New York (New York Nights), regia di Lewis Milestone - non accreditata (1929)

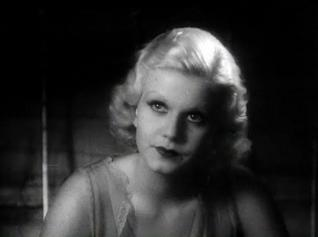
Jean Harlow nel film Lo schiaffo (1932)

- Gli angeli dell'inferno (Hell's Angels), regia di Howard Hughes (1930)
- Luci della città (City Lights), regia di Charles Chaplin - non accreditata (1931)
- The Secret Six, regia di George Hill (1931)
- Nemico pubblico (The Public Enemy), regia di William A. Wellman (1931)
- Iron Man, regia di Tod Browning (1931)
- Goldie, regia di Benjamin Stoloff (1931)
- La donna di platino (Platinum Blonde), regia di Frank Capra (1931)
- I due legionari (Beau Hunks), regia di James W. Horne - non accreditata (1931)
- Tre maniere d'amare (Three Wise Girls), regia di William Beaudine (1932)
- Il pericolo pubblico n. 1 (The Beast of the City), regia di Charles Brabin (1932)
- Red-Headed Woman, regia di Jack Conway (1932)

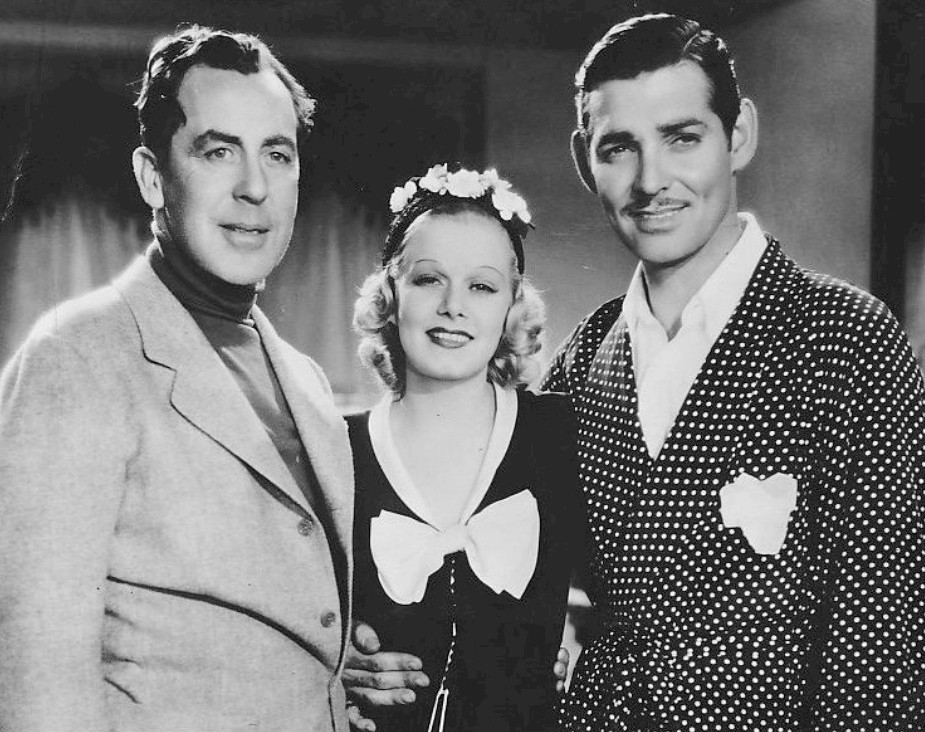
Jean Harlow con il regista Jack Conway e Clark Gable sul set di Saratoga (1937).

- Lo schiaffo (Red Dust), regia di Victor Fleming (1932)
- L'uomo che voglio (Hold Your Man), regia di Sam Wood (1933)
- Pranzo alle otto (Dinner at Eight), regia di George Cukor (1933)
- Argento vivo (Bombshell), regia di Victor Fleming (1933)
- Pura al cento per cento (The Girl from Missouri), regia di Jack Conway (1934)
- Tentazione bionda (Reckless), regia di Victor Fleming (1935)
- Sui mari della Cina (China Seas), regia di Tay Garnett (1935)
- Riffraff, regia di J. Walter Ruben (1936)
- Gelosia (Wife vs. Secretary), regia di Clarence Brown (1936)
- Il mio amore eri tu (Suzy), regia di George Fitzmaurice (1936)
- La donna del giorno (Libeled Lady), regia di Jack Conway (1936)
- Proprietà riservata (Personal Property), regia di W.S. Van Dyke II (1937)
- Saratoga, regia di Jack Conway (1937)

### Film e documentari su Jean Harlow
- Le dee dell'amore (The Love Goddesses) documentario di Saul J. Turell - filmati di repertorio (1965)
- The Casting Couch, regia di John Sealey - video con filmati di repertorio (1995)

## Riconoscimenti
- 1930's – Young Hollywood Hall of Fame

## Citazioni e omaggi
- Citata nella canzone Bette Davis Eyes.
- Citata nella scena della masturbazione nel film Amarcord (1973).
- Ai tormenti della breve e sfavillante vita di Jean Harlow si ispira il film Jean Harlow, la donna che non sapeva amare (1965) di Gordon Douglas.
- Jean Harlow è il titolo di una canzone che André Heller ha dedicato alla sfortunata diva.
- Giorgio Gaber cita Jean Harlow nella sua canzone Torpedo blu.
- Il compositore Charles Koechlin dedica alla diva Ephitaphe de Jean Harlow , Romance for Flute, Sax et Piano. Op.164.
- Citata nel libro Per chi suona la campana di Ernest Hemingway come oggetto delle fantasie oniriche del protagonista Robert Jordan.
- Citata da Madonna nella canzone Vogue del 1990.
- La canzone Bette Davis Eyes, originariamente interpretata da Jackie DeShannon ma diventata celebre nella versione di Kim Carnes, descrive una donna che ha i capelli dorati come quelli di Jean Harlow.
- Citata da Fedora nell'omonimo film di Billy Wilder del 1978.

## Doppiatrici italiane
- Margherita Bagni in Sui mari della Cina, Gelosia, Il mio amore eri tu, Saratoga[4]
- Marcella Rovena in Pranzo alle otto, Argento vivo
- Wanda Bernini in Il pericolo pubblico n. 1
- Paola Borboni in Proprietà riservata
- Anna Proclemer in Pranzo alle otto (ridoppiaggio)
- Rosetta Calavetta in Nemico pubblico (doppiaggio tardivo)
- Emanuela Rossi in La donna di platino (ridoppiaggio)
- Rita Savagnone in Lo schiaffo (ridoppiaggio)
- Maria Pia Di Meo in Sui mari della Cina (ridoppiaggio)
- Silvia Pepitoni in La donna del giorno (ridoppiaggio)